# Zamek w Toszku
Zamek w Toszku – częściowo zrekonstruowana w drugiej połowie XX w. budowla z XV w., obecnie siedziba toszeckich placówek kultury.

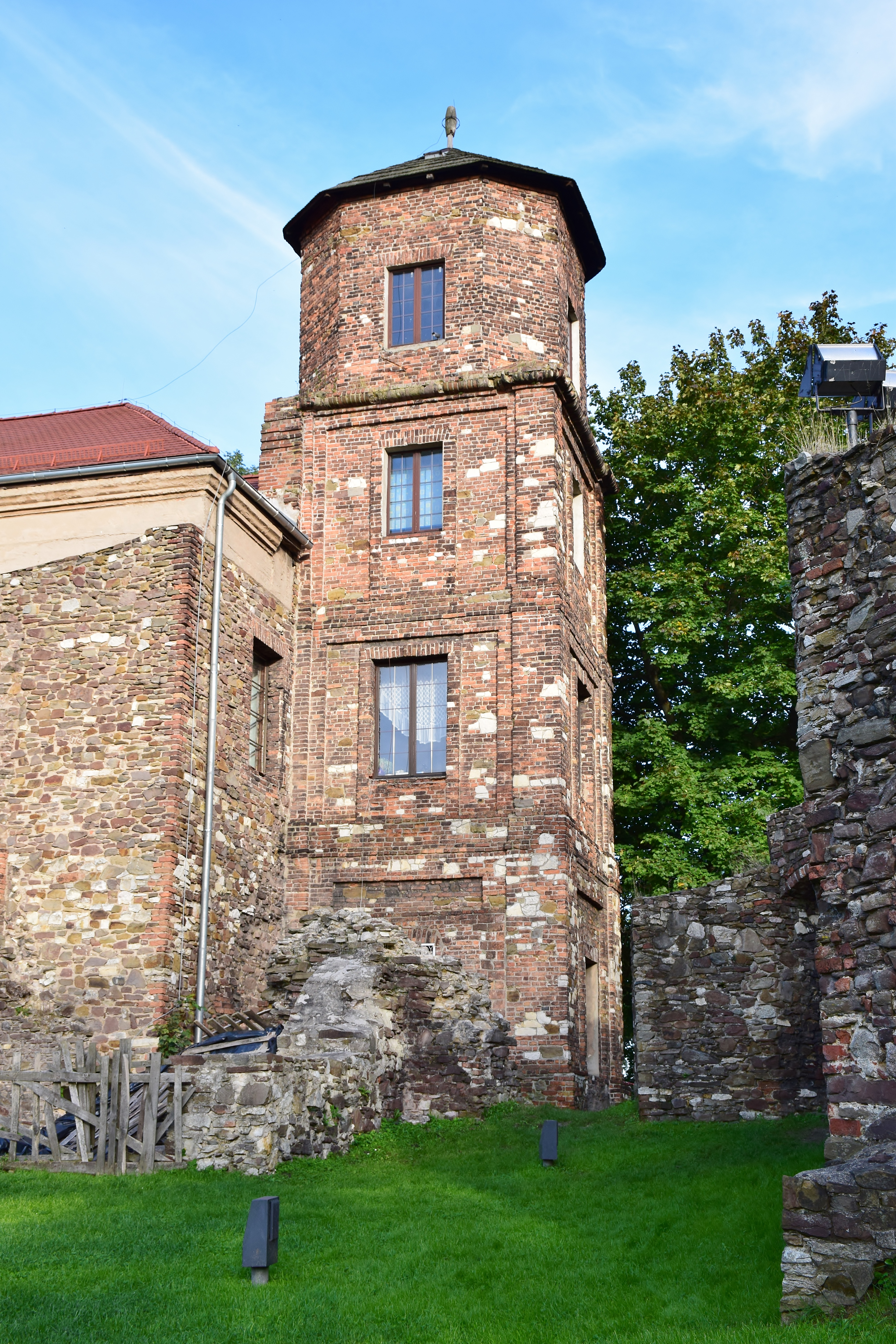
Wieża zamkowa

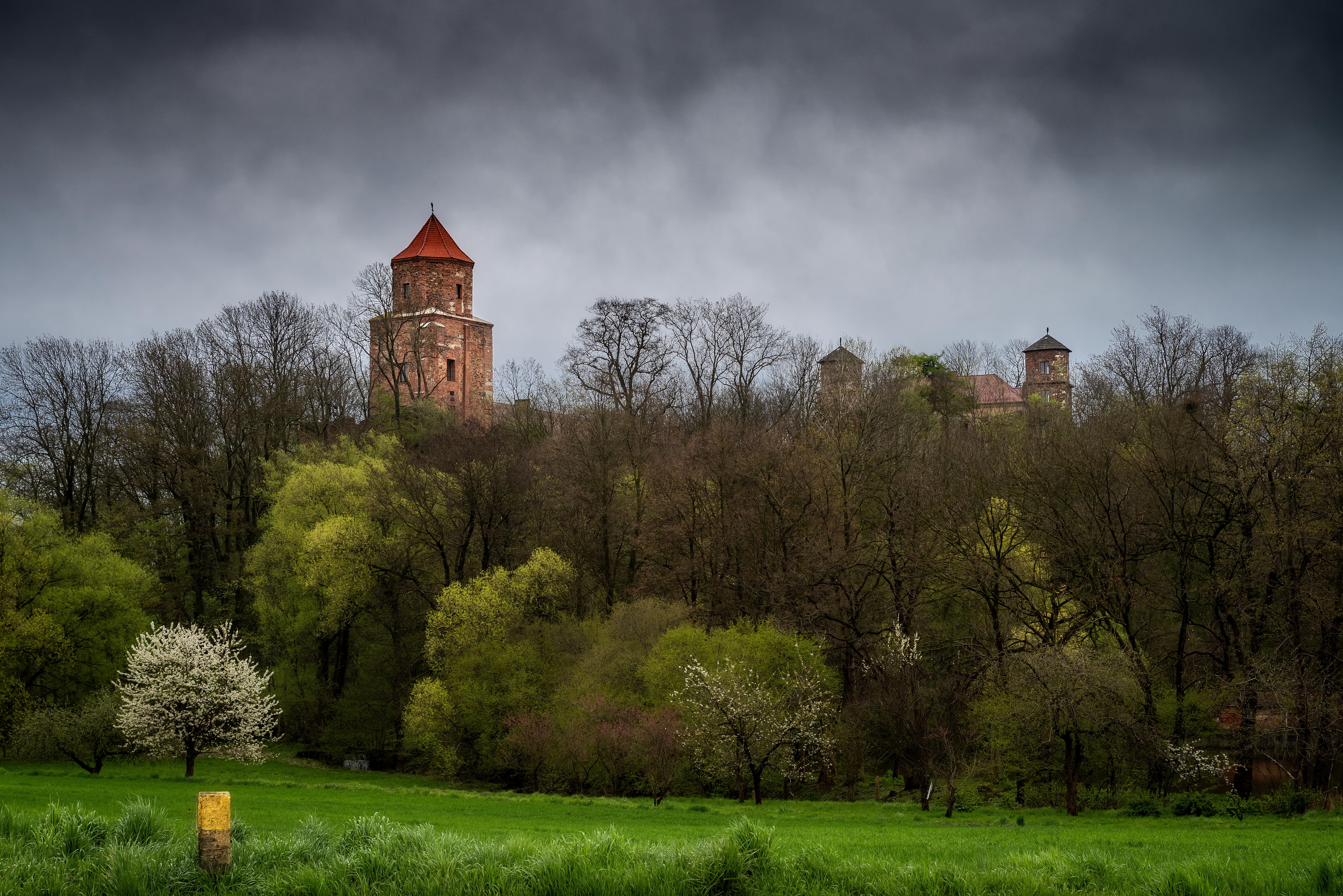
Baszta Zamku w Toszku, zdjęcie nagrodzone w konkursie Wiki Lubi Zabytki 2022, kategoria "Nieoczywiste Śląskie"

Historia budowli obronnych w Toszku sięga prawdopodobnie X–XI w., kiedy to na miejscu obecnego zamku stał drewniany gród, niegdyś kasztelania, należący w okresie rozbicia dzielnicowego do książąt śląskich, zastąpiony murowanym zamkiem na początku XV w. W 1429 r. zniszczyli go husyci, a odbudował i uczynił z niego swoją stałą siedzibę Przemysław Toszecki, książę z linii oświęcimskiej. Po jego śmierci w 1484 r. zamek był własnością książąt opolskich do śmierci Jana II Dobrego w 1532 r., a potem jako lenno królów czeskich przeszedł w ręce Habsburgów. Następnie zastawiony rodzinie Redernów został przez nią wykupiony w 1592 r. i odbudowany w stylu renesansowym. Redernowie nie tylko naprawili zniszczenia spowodowane pożarem z 1570 r., ale dodatkowo dobudowali pomieszczenia mieszkalne w części bramnej. Siostrzenica Jerzego II Rederna wyszła za mąż za hrabiego Kaspra Colonnę, któremu później jako właścicielowi zawdzięczał toszecki zamek kolejną przebudowę. W XVIII w. rezydencja kilkakrotnie zmieniała właściciela, najpierw był nim baron Johann Dietrich von Peterswald, potem Franciszek Karol Kotuliński, Pasadowscy, w końcu rodzina poety Josepha von Eichendorffa. W 1797 r. Eichendorfowie sprzedali posiadłość hrabiemu Franciszkowi Adamowi Gaschinowi. Po pożarze z 1811 r. nie planowano już odbudowy rezydencji; w 1840 r. ruinę kupił Abraham Guradze. Jego rodzina była w posiadaniu zamku do II wojny światowej. W latach 1957–1963 zamek został częściowo odbudowany.
Całość pierwotnego założenia zamku znajduje się dziś pod ziemią. Prace archeologiczne pozwoliły stwierdzić, że do pierwszej murowanej budowli należy środkowa część bramy wjazdowej. Również czterokondygnacyjna baszta u podstawy czworoboczna, powyżej ośmioboczna stoi na swoim pierwotnym miejscu, kryjąc pod sobą głębokie lochy. Za czasów Colonna powstały dwie boczne flankujące wjazd wieże. Budynek od północnej strony muru obronnego był w XVII w. stajnią, o czym świadczyły zachowane ozdobne żłoby końskie w formie wnęk; w XVIII w. zamieniony został na oranżerię. Prace przy przebudowie zamku zlecił Colonny mediolańskiemu architektowi Janowi Seregno, który był prawdopodobnie autorem projektu dwóch kamiennych ozdobnych portali: mniejszego nad wjazdem do stajni (z herbem Colonnów) i głównego wiodącego do rezydencji.
Obecnie zamek stanowi siedzibę Centrum Kultury „Zamek w Toszku”. Obecnym dyrektorem jest Artur Czok.